# Mädchenrealschule Heilig Blut
Die Mädchenrealschule Heilig Blut in Erding ist eine staatlich anerkannte, monoedukative Realschule in der Trägerschaft der Erzdiözese München-Freising. Die Mädchenschule befindet sich im Stadtteil Heilig Blut, südlich des Stadtkerns am Stadtpark von Erding in unmittelbarer Nähe der Wallfahrtskirche Heilig Blut.

## Geschichte
Freifrau Franziska von Grainger vererbte im Jahr 1888 der Stadt Erding 10.000 Mark und machte dabei die Auflage, eine Einrichtung zur Erziehung der Jugend zu gründen. Sie legte damit den „Grundstein“ für die Schule. Das Schloss Hl. Blut sowie der gesamte Park (heutiger Stadtpark) wurde bereits 1877 von Walter von Grainger an die Heilig-Geist-Stiftung verkauft. Das Schloss steht unter Denkmalschutz. Die Stadt wiederum fragte bei den Armen Schulschwestern in München an, die schließlich die Schule aufbauten. Der Schulbetrieb wurde im Jahr 1896 aufgenommen. Neben Lerninhalten wie Lesen, Rechtschreiben, Religion, Aufsatz, Handarbeiten, Rechnen und Buchführung wurden auch Noten auf die folgenden Lernbereiche gegeben: Klavier, Ordnung, Anstand und sittliches Betragen.
Mit dem Jahr 1916 war die Schule eine 6-klassige Mädchenmittelschule, ab 1933 ein Mädchenlyzeum. 1938 wurde die Schule von den Nationalsozialisten geschlossen. 1942 gelang es der Oberin Doloris Praller, dass das Unterrichtsverbot zumindest teilweise aufgehoben wurde, sodass Stenographie und Maschinenschreiben wieder erteilt werden durfte.
Nach dem Zweiten Weltkrieg konnte die Schule wieder als Frauenfachschule eröffnet werden. Im Jahr 1972 übernahm die Erzdiözese München-Freising die Trägerschaft der Schule.
In den Jahren 1996 bis 2006 wurde die Schule umfassend renoviert: Eingangshalle und Musiktrakt wurden völlig neu gestaltet. Auch eine Sporthalle kam hinzu. Für die neuen Gebäudeteile wurde dem Architekten 2003 der deutschen Holzbaupreis verliehen. Im Jahr 2016 feierte die Schule mit einem großen Festakt ihr 120-jähriges Bestehen.
Die MRS Erding ist Mitgliedsschule im Katholischen Schulwerk in Bayern.

## Schwerpunkte
Die Schule bietet folgende Ausbildungsrichtungen an: den mathematisch-naturwissenschaftlich-technischen Zweig, den wirtschaftswissenschaftlichen Zweig sowie den fremdsprachlichen Zweig (Französisch) mit Kunst, Werken und Ernährung und Gesundheit.

## Angebote
- Ganzheitliche Bildung vor dem Hintergrund des christlichen Menschenbildes[9]
- Umfangreiche Arbeit im Bereich Schulpastoral[10]
- Theaterklasse[11]
- Chor- und Bläserklassen[12]
- Bilingualer Unterricht Englisch in den Fächern Geschichte und Geografie[8]
- Erwerb des DELF-Zertifikats[13] im Rahmen der Abschlussprüfung
- Alumni-Netzwerk[14]
- regelmäßige Teilnahme an Jugend forscht[15][16]
- offener Ganztag[2]
- Angebote zur Berufsorientierung, z. B. eigene Berufsmesse[17]
- Wahlangebote mit den Schwerpunkten Sport,[18] soziale und wirtschaftliche Bildung
- Vielfältiges Fahrtenkonzept
- LRS-Förderung[19]
- Lauf dich fit! (Bayerischer Leichtathletik-Verband)[20]

## Auszeichnungen
- Schule ohne Rassismus – Schule mit Courage seit 30. April 2008[21]
- FairTrade-Schule[22]
- MINT-freundliche Schule[23]
- Bayerische Forscherschule des Jahres 2025[15]